# Mitar Markez
Mitar Markez (serbisch-kyrillisch Митар Маркез; * 25. Oktober 1990 in Sombor) ist ein serbischer Handballspieler.

## Karriere
Seine Karriere begann Markez bei RK Crvenka. In der Saison 2010/11 stand er im erweiterten Kader des französischen Meisters Montpellier HB und brachte es dort auf neun Ligaeinsätze sowie sechs Spiele in der EHF Champions League. Im Sommer 2011 wechselte er nach Deutschland zu Frisch Auf Göppingen. Bei Frisch Auf Göppingen war er zunächst ebenfalls als Ergänzungsspieler vorgesehen. Deshalb erhielt er auch ein Zweitspielrecht mit dem Zweitligisten TV Bittenfeld. Mit Göppingen gewann er 2012 den EHF-Pokal. Zum Ende der Saison 2013/14 wurde Mitar Markez von Frisch Auf Göppingen verabschiedet. Im Juli 2014 unterschrieb Markez einen Vertrag bis Jahresende beim österreichischen Erstligisten Alpla HC Hard, da dieser mit vielen Verletzten zu kämpfen hatte. Anfang 2015 wurde der Rückraumspieler dann vom Liga-Konkurrenten Union Leoben verpflichtet. Am Ende der Saison 2014/15 wurde sein Vertrag von den Steirern nicht verlängert. Ab Sommer 2015 lief der Serbe für HC Odorheiu Secuiesc auf. 2017 wurde er von Gyöngyös Kezilabda Klub verpflichtet. 2022 wechselte er zu Csurgói KK. Ab Februar 2024 lief er auf Leihbasis für den ungarischen Erstligisten PLER-Budapest auf. Im Sommer 2024 kehrte er zum Gyöngyös Kezilabda Klub zurück.

## Saisonbilanzen

### Bundesligabilanz
| Saison    | Verein               | Spielklasse | Spiele | Tore | 7-Meter | Feldtore |
| --------- | -------------------- | ----------- | ------ | ---- | ------- | -------- |
| 2011/12   | Frisch Auf Göppingen | Bundesliga  | 19     | 36   | 15      | 21       |
| 2012/13   | Frisch Auf Göppingen | Bundesliga  | 12     | 23   | 13      | 10       |
| 2013/14   | Frisch Auf Göppingen | Bundesliga  | 28     | 11   | 0       | 11       |
| 2011–2014 | gesamt               | Bundesliga  | 59     | 70   | 28      | 42       |

### HLA
| Saison    | Verein                       | Spielklasse | Tore | 7-Meter      | Feldtore |
| --------- | ---------------------------- | ----------- | ---- | ------------ | -------- |
| 2014/15   | Alpla HC Hard / Union Leoben | HLA         | 158  | 49/67        | 109      |
| 2014–2015 | gesamt                       | HLA         | 158  | 49/67 (73 %) | 109      |